# Coupe d'Afrique des nations de football des moins de 23 ans 2019
Navigation
Sénégal 2015 Maroc 2023
La Coupe d'Afrique des nations des moins de 23 ans 2019 est la troisième édition de la Coupe d'Afrique des nations des moins de 23 ans, organisée par la Confédération africaine de football (CAF).
Cette édition, qui se déroule du 8 au 22 novembre 2019 en Égypte, est disputée par huit nations. Les trois premières équipes se qualifient pour les Jeux olympiques d'été de 2020.

## Organisation

### Désignation du pays hôte
Le tournoi était initialement prévu en Zambie, mais elle se retire en juillet 2017 en raison de la situation économique du pays. La CAF lance alors un nouvel appel à candidatures du 26 juillet au 31 août. L'Égypte, seul pays à avoir soumis un dossier complet dans les délais, est désignée comme nouveau pays hôte le 23 septembre 2017.

### Sites retenus
Les matchs se déroulent dans deux stades du Caire : le stade international et le stade de l'Académie militaire.

## Qualifications
Des qualifications sont organisées du 12 novembre 2018 au 11 juin 2019 pour désigner les sept sélections qui accompagneront le pays organisateur. 43 sélections s'affrontent sur trois tours par élimination directe selon le principe des matchs aller-retour.

## Participants

### Joueurs
Les joueurs doivent être nés au plus tôt le 1er janvier 1997 pour participer à la compétition.

### Équipes
L'Égypte est qualifiée en tant que pays organisateur.
| Équipe         | Participation à la phase finale | Meilleure performance en phase finale |
| -------------- | ------------------------------- | ------------------------------------- |
| Égypte         | 3e                              | Troisième (2011)                      |
| Cameroun       | 1re                             | Première                              |
| Côte d'Ivoire  | 2e                              | (2011)                                |
| Ghana          | 1re                             | Première                              |
| Mali           | 2e                              | (2015)                                |
| Nigéria        | 3e                              | (2015)                                |
| Afrique du Sud | 3e                              | (2015)                                |
| Zambie         | 2e                              | (2015)                                |

### Arbitres
- Lahlou Bendraham
- Ivanildo Meireles Lopes
- Louis Houngnandandé
- Georges Gatogato
- Judicaël Sanou
- Ali Mohamed Adelaïde
- Souleïman Ahmed Djama
- Mohamed Maarouf
- Youssef El Bosaty
- Pierre Atcho
- Abdul Aziz Bollel Jawo
- Firmino Bassafim
- Andofetra Rakotojaona
- Fathia Jermoumi
- Boubou Traoré
- Samuel Pwadutakwan
- Abdoul Aziz Moctar Saley
- Daouda Guèye
- James Emilie
- Abelmiro dos Reis
- Khalil Hassani
- Slim Belkhouas
- Dick Okello
- Diana Chikotesha

## Compétition

### Tirage au sort
Le Tirage au sort de la phase finale a lieu le 2 octobre 2019.

### Groupe A
| Rang | Équipe   | Pts | J | G | N | P | Bp | Bc | Diff |
| ---- | -------- | --- | - | - | - | - | -- | -- | ---- |
| 1    | Égypte   | 9   | 3 | 3 | 0 | 0 | 6  | 3  | +3   |
| 2    | Ghana    | 4   | 3 | 1 | 1 | 1 | 5  | 4  | +1   |
| 3    | Cameroun | 4   | 1 | 1 | 1 | 1 | 3  | 3  | 0    |
| 4    | Mali     | 0   | 0 | 0 | 0 | 0 | 0  | 4  | -4   |

| Date        | Lieu     | Équipe 1 | Résultat | Équipe 2 |
| ----------- | -------- | -------- | -------- | -------- |
| 8 novembre  | Le Caire | Égypte   | 1 - 0    | Mali     |
| 8 novembre  | Le Caire | Cameroun | 1 - 1    | Ghana    |
| 11 novembre | Le Caire | Mali     | 0 - 1    | Cameroun |
| 11 novembre | Le Caire | Ghana    | 2 - 3    | Égypte   |
| 14 novembre | Le Caire | Égypte   | 2 - 1    | Cameroun |
| 14 novembre | Le Caire | Mali     | 0 - 2    | Ghana    |

### Groupe B
| Rang | Équipe         | Pts | J | G | N | P | Bp | Bc | Diff |
| ---- | -------------- | --- | - | - | - | - | -- | -- | ---- |
| 1    | Côte d'Ivoire  | 6   | 3 | 2 | 0 | 1 | 2  | 1  | +1   |
| 2    | Afrique du Sud | 5   | 3 | 1 | 2 | 0 | 1  | 0  | +1   |
| 3    | Nigeria        | 4   | 3 | 1 | 1 | 1 | 3  | 2  | +1   |
| 4    | Zambie         | 1   | 0 | 0 | 1 | 2 | 0  | 3  | -3   |

| Date        | Lieu     | Équipe 1       | Résultat | Équipe 2       |
| ----------- | -------- | -------------- | -------- | -------------- |
| 9 novembre  | Le Caire | Nigéria        | 0 - 1    | Côte d'Ivoire  |
| 9 novembre  | Le Caire | Afrique du Sud | 0 - 0    | Zambia         |
| 12 novembre | Le Caire | Côte d'Ivoire  | 0 - 1    | Afrique du Sud |
| 12 novembre | Le Caire | Zambie         | 1 - 3    | Nigéria        |
| 15 novembre | Le Caire | Nigéria        | 0 - 0    | Afrique du Sud |
| 15 novembre | Le Caire | Côte d'Ivoire  | 1 - 0    | Zambie         |

## Tableau final
|  | Demi-finales           | Demi-finales           |                        |   | Finale                 | Finale                 |
|  | Demi-finales           | Demi-finales           |                        |   | Finale                 | Finale                 |
|  |                        |                        |                        |   |                        |                        |
|  | 19 novembre à Le Caire | 19 novembre à Le Caire |                        |   | 22 novembre à Le Caire | 22 novembre à Le Caire |
|  | 19 novembre à Le Caire | 19 novembre à Le Caire |                        |   | 22 novembre à Le Caire | 22 novembre à Le Caire |
|  | Égypte                 | 3                      |                        |   | 22 novembre à Le Caire | 22 novembre à Le Caire |
|  | Égypte                 | 3                      |                        |   | 22 novembre à Le Caire | 22 novembre à Le Caire |
|  | Afrique du Sud         | 0                      |                        |   | 22 novembre à Le Caire | 22 novembre à Le Caire |
|  | Afrique du Sud         | 0                      | Égypte                 | 2 |                        |                        |
|  | 19 novembre à Le Caire |                        | Égypte                 | 2 |                        |                        |
|  |                        | Côte d'Ivoire          | 1                      |   |                        |                        |
|  | Côté d'Ivoire          | Côte d'Ivoire          | 1                      | 2 |                        |                        |
|  | Côté d'Ivoire          |                        |                        | 2 |                        |                        |
|  | Ghana                  | 2                      |                        |   |                        |                        |
|  | Ghana                  | 2                      | Match pour la 3e place |   |                        |                        |
|  |                        |                        |                        |   |                        |                        |
|  | 22 novembre à Le Caire |                        |                        |   |                        |                        |
|  |                        |                        |                        |   |                        |                        |
|  | Afrique du Sud         | 2                      |                        |   |                        |                        |
|  | Afrique du Sud         | 2                      |                        |   |                        |                        |
|  | Ghana                  | 2                      |                        |   |                        |                        |
|  | Ghana                  | 2                      |                        |   |                        |                        |

### Demi-finales
| 19 novembre 2019 | Égypte                                        | 3 – 0 | Afrique du Sud | Stade international du Caire |                          |
| 20h00            | Ramadan Sobhi 59e Abdel Rahman Magdu 84e, 89e | (0–0) |                | Arbitrage : Daouda Guèye     | Arbitrage : Daouda Guèye |

| 19 novembre 2019 | Côte d'Ivoire                                                 | 2 – 2             | Ghana                                                                           | Stade international du Caire |                              |
| 16h00            | Youssouf Dao 13e, 85e                                         | (1–0)             | Yaw Yeboah 51e, Evans Mensah 90+2e                                              | Arbitrage : Lahlou Benbraham | Arbitrage : Lahlou Benbraham |
| 16h00            | Ismaël Diallo Aboubakar Keita Hamed Junior Traorè Koffi Kouao | Tirs au but 3 – 2 | Emmanuel Lomotey Emmanuel Cudjoe Evans Menash Samuel Obeng Gyabaa Owusu Kwabena | Arbitrage : Lahlou Benbraham | Arbitrage : Lahlou Benbraham |

### Match pour la troisième place
| 22 novembre 2019 | Afrique de Sud                                               | 2 – 2             | Ghana                                                  | Stade international du Caire |                           |
| 16h30            | Mohammed 15e, Malahatsi 62e                                  | (0 – 0)           | Mensah 50e, Obeng 85e                                  | Arbitrage : Boubou Traoré    | Arbitrage : Boubou Traoré |
| 16h30            | Malepe Margeman Mukumela Singh Diala Mohamme Kodisang Foster | Tirs au but 6 – 5 | Lomotey Mensah Abass Fobi Obeng Sarpong Fuseini Cudjoe | Arbitrage : Boubou Traoré    | Arbitrage : Boubou Traoré |

### Finale
| 22 novembre 2019 | Égypte                        | 2 – 1   | Côte d'Ivoire | Stade international du Caire      |                                   |
| 20h00            | Eraky 37e, Ramadan Sobhi 114e | (1 – 0) | Doumbia 89e   | Arbitrage : Andofetra Rakotojaona | Arbitrage : Andofetra Rakotojaona |

## Buteurs
4 buts
- Mostafa Mohamed

3 buts
- Ramadan Sobhi

2 buts
- Franck Evina
- Abdel Rahman Magdy
- Owusu Kwabena
- Evans Mensah
- Samuel Obeng Gyabaa
- Yaw Yeboah
- Youssouf Dao

1 but
- Eric Ayuk
- Karim El Eraky
- Ahmed Yasser Rayyan
- Habib Mohammed
- Kouadio-Yves Dabila
- Aboubacar Doumbia
- Silas Gnaka
- Taiwo Awoniyi
- Kelechi Nwakali
- Orji Okwonkwo
- Kamohelo Mahlatsi
- Teboho Mokoena